# دایدوجی یوزان
دایدوجی یوزان (به ژاپنی: 大道寺 友山 Daidōji Yūzan) 

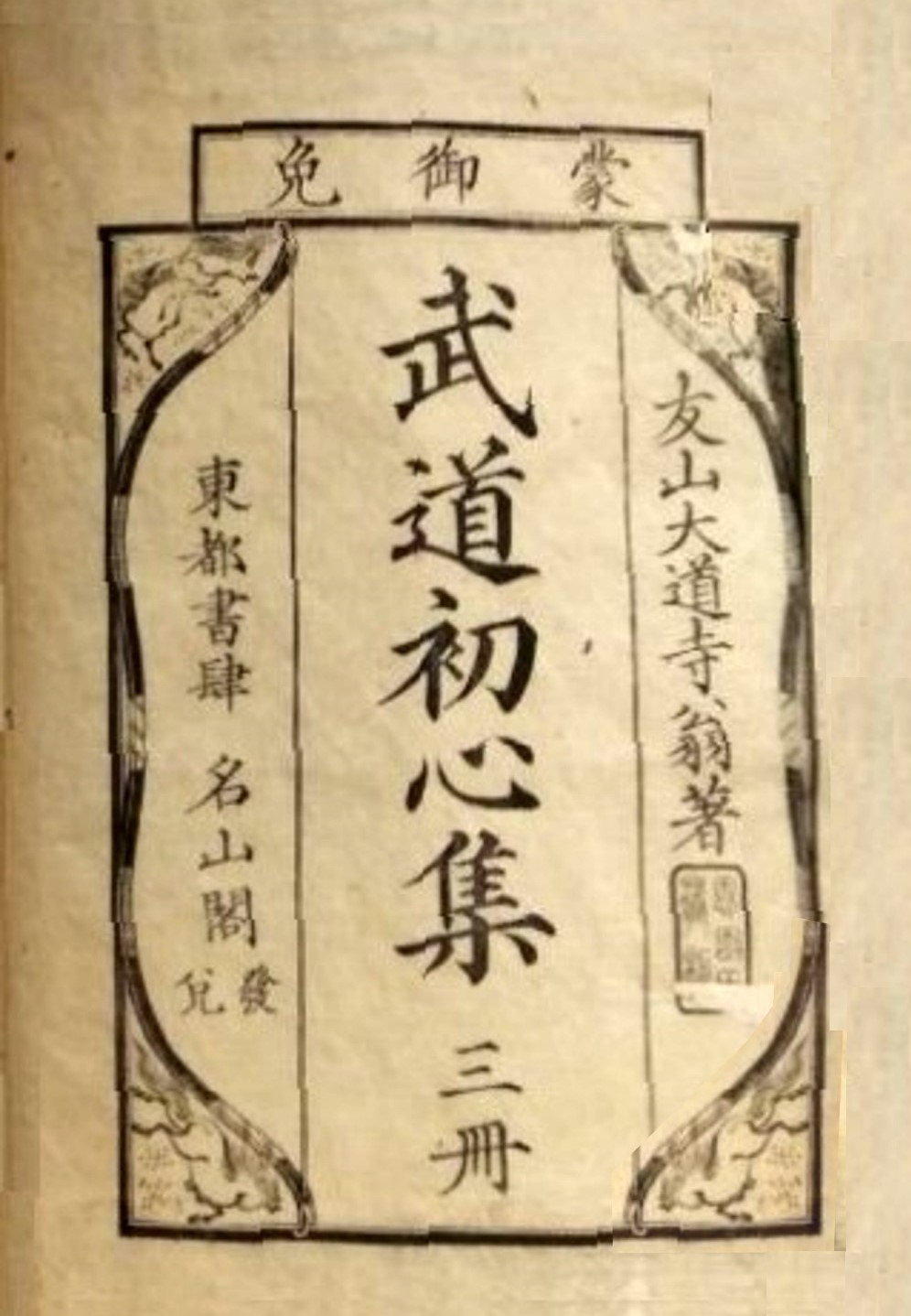
نظام‌نامه‌ی سامورایی بوشیدو برای تازه‌کاران، اثری از دایدوجی یوزان است. او در این کتاب خود، شیوه و سبک زندگی سامورائی‌های ژاپن را توضیح می‌دهد.

(تولد ۱۶۳۹ – مرگ ۱۱ دسامبر، ۱۷۳۰) یک سامورایی و راهبرد نظامی در دوره ادو اهل ولایت یاماشیرو در ژاپن بود.